# Emanuela Pierantozzi
Emanuela Pierantozzi (Bolonia, 22 de agosto de 1968) es una deportista italiana que compitió en judo.
Participó en tres Juegos Olímpicos, entre los años 1992 y 2000, obteniendo en total dos medallas: plata en Barcelona 1992 y bronce en Sídney 2000. Ganó tres medallas en el Campeonato Mundial de Judo entre los años 1989 y 1997, y siete medallas en el Campeonato Europeo de Judo entre los años 1988 y 1996.

## Palmarés internacional
| Juegos Olímpicos   | Juegos Olímpicos         | Juegos Olímpicos  | Juegos Olímpicos |
| Año                | Lugar                    | Medalla           | Categoría        |
| ------------------ | ------------------------ | ----------------- | ---------------- |
| 1992               | Barcelona (España)       | Medalla de plata  | –66 kg           |
| 2000               | Sídney (Australia)       | Medalla de bronce | –78 kg           |
| Campeonato Mundial |                          |                   |                  |
| Año                | Lugar                    | Medalla           | Categoría        |
| 1989               | Belgrado (Yugoslavia)    | Medalla de oro    | –66 kg           |
| 1991               | Barcelona (España)       | Medalla de oro    | –66 kg           |
| 1997               | París (Francia)          | Medalla de bronce | –66 kg           |
| Campeonato Europeo |                          |                   |                  |
| Año                | Lugar                    | Medalla           | Categoría        |
| 1988               | Pamplona (España)        | Medalla de plata  | –66 kg           |
| 1989               | Helsinki (Finlandia)     | Medalla de oro    | –66 kg           |
| 1991               | Praga (Checoslovaquia)   | Medalla de bronce | –66 kg           |
| 1992               | París (Francia)          | Medalla de oro    | –66 kg           |
| 1993               | Atenas (Grecia)          | Medalla de bronce | –66 kg           |
| 1995               | Birmingham (Reino Unido) | Medalla de plata  | –66 kg           |
| 1996               | La Haya (Países Bajos)   | Medalla de plata  | –66 kg           |